# Hans Heinrich Falck
Hans Heinrich Falck (* 4. Apriljul. / 15. April 1791greg. in Järvajõe, damals Kirchspiel Ambla; † 7. Novemberjul. / 19. November 1874greg. in Tallinn, Gouvernement Estland) war ein estnischer Unternehmer.

## Leben und Unternehmertum
Hans Heinrich Falck wurde als Sohn des Handwerkers und Müllers Niklas Falck (in manchen Quellen auch Nikolai) und dessen Ehefrau Gertrud Koppelsohn geboren. Die Familienmitglieder sollen weitläufige Nachfahren des evangelischen Bischofs von Linköping Erik Falck (Bischof 1558–1569) gewesen sein.
Bereits ab seinem 12. Lebensjahr ging Hans Heinrich Falck bei einem Tischler in die Lehre. 1812 zog er in die estnische Hauptstadt Tallinn. Zwei Jahre lang besuchte er die Schule an der Tallinner Heiliggeistkirche. Anschließend verdingte er sich mit verschiedenen Handwerkstätigkeiten und gründete eine eigene Tischlerei. Sein Unternehmen florierte. Vor allem als Klavierstimmer machte er sich einen Namen.
Im April 1818 eröffnete Falck in Tallinn eine Klavierwerkstatt und baute auch andere Musikinstrumente. Er wurde schnell zu einem erfolgreichen Unternehmer, da er die Klaviere vor Ort bei ihren Eigentümern in ganz Estland reparierte. Später erweiterte er sein Unternehmen, stellte immer mehr Mitarbeiter ein und baute selbst Klaviere und Flügel.
1828 erwarb der inzwischen zu Wohlstand gekommene Falck einige Grundstücke im Tallinner Stadtbezirk Luisenthal, die zum Domberg gehörten. Dadurch wurde er Bürger des selbstverwalteten Dombergs, der damals, von der Unterstadt Tallinns (Reval) getrennt, eine eigene Verwaltungseinheit bildete. Dies machte Falck frei von den altertümlichen Zunftvorschriften, die noch in der Unterstadt galten und den sozialen und wirtschaftlichen Aufstieg der Zugezogenen bremsten.
1830 wurde Falck zum Beisitzer im mächtigen Dom-Schloss-Vogtei-Gericht von Tallinn gewählt. Durch seine florierende Instrumenten-Werkstatt und spätere Fabrik konnte Falck immer mehr Grund und Boden in Tallinn erwerben, unter anderem in den Stadtbezirken Kristinenthal und Tondi sowie in der Tallinner Unterstadt.
Von 1848 bis zu seinem Tod 1874 war Falck Oldermann der einflussreichen Tallinner Domgilde, die ein estnisches Gegengewicht zu den Gilden und Zünften der vornehmlich deutschsprachigen Kaufmann- und Handwerkerschaft Tallinns bildete.
1850 verkaufte Falck seine Klavierfabrik und widmete sich fortan ausschließlich der Kommunalpolitik. Falck ließ am Domberg und in seiner Umgebung anstelle der abgetragenen Bastionen, die ihren militärischen Wert verloren hatten, zahlreiche Straßen und Alleen anlegen, die bis heute das Tallinner Stadtbild prägen. Immer stärker verband Falck die Tallinner Vorstädte mit dem Zentrum.
1857 gab er 10.000 Rubel für die Gründung eines Stadtparks, der nach ihm benannt ist (Falgi park). 1868 gab Falck den Park an die Domgilde unter der Bedingung, dass er der Öffentlichkeit zugänglich blieb und gepflegt würde.
Auf dem Antonius-Berg (Tõnismägi) direkt hinter dem Tallinner Domberg verfolgte Falck ehrgeizige Pläne für den Bau einer großen Kirche der estnischsprachigen Kirchengemeinde von Tallinn, da die mittelalterliche Heiliggeistkirche inzwischen zu klein geworden war. Falck ließ zunächst eine provisorische Kirche aus Holz errichten. Die eigentliche Karlskirche aus Stein entstand dann von 1862 bis 1870 nach Plänen des Architekten Otto Pius Hippius.
Falck finanzierte außerdem Studienstipendien für begabte Esten. Der bekannteste unter ihnen war der spätere Leibarzt des Zaren, Philipp Karell (1806–1886).
Hans Heinrich Falck prägte wie kein anderer Este im 19. Jahrhundert das Bild der noch weitgehend deutschbaltisch dominierten Stadt Tallinn. Er starb 1874 im Alter von 83 Jahren. 1912 gab Falcks Sohn, der Philologe und Historiker Paul Theodor Falck (1845-um 1920), die Memoiren seines Vaters im Druck heraus.